# Killucan
Killucan is een plaats in het Ierse graafschap County Westmeath. De plaats telt samen met Rathwire ongeveer 575 inwoners.